# Free jazz
Free jazz er en genre inden for jazzen. Den opstod i 1958 og havde sin storhedstid cirka fra 1961 til 1971.
Kendetegnet var total improvisation uden bånd fra almindelige harmoniske islæt, fra en bestemt rytmisk kontinuitet og i ekstreme tilfælde også fra bestemte temaer, melodilinjer.
Denne musikalske bevægelse var en del af et antiautoritært/anarkistisk oprør blandt sorte amerikanere, som blev en forløber for ungdomsoprøret i slutningen af 1960’erne og for fx De Sorte Pantere.
Eric Dolphy (basklarinet, tværfløjte, saxofon), Ornette Coleman (plastic-altsaxofon), Cecil Taylor (piano), Archie Shepp (tenorsax), Charlie Mingus (kontrabas), Don Cherry (trompet, lomme-cornett) Billy Higgins, Ed Blackwell, Sunny Murray (trommer), Charlie Haden (kontrabas).
John Coltrane var også musikalsk inspireret af og især inspirerende for free jazz-bevægelsen.
John Coltranes ideologiske projekt var dog omtrent det modsatte. Han var religiøs og mente, at han stod i forbindelse med sin gud, når han fx spillede A Love Supreme. Alligevel blev han på grund af umiskendelige musikalske fællestræk regnet med til kredsen og spillede fx med Eric Dolphy. Dette fællesskab gælder dog kun for Coltranes sene arbejder.
Mange af kunstnerne døde unge i 1960’erne. Fx Dolphy (sukkersyge) og Coltrane (kræft). Men nogle lever endnu, fx basisten Charlie Haden, som stadig sammen med bl.a. Don Cherry indspiller aktivist-musik under titler som Not In Our Name, vendt mod den amerikanske besættelse af Irak. Ligesom de har indspillet El Pueblo Unido, som er en chilensk protestsang mod Augusto Pinochet og CIA's kup mod Salvador Allende i 1973, sange fra den spanske borgerkrig, oprørssange fra Nicaragua og El Salvador, fra den portugisiske nellikerevolution.
Men når man således spiller melodier, bliver man nødt til at forholde sig til en rytme og i hvert fald til et tema. Blandt andet derfor er Haden og Cherry blevet mere moderate musikalsk set, men ikke politisk.
I Danmark er grupper som Cadentia Nova Danica, The Contemporary Jazz Quintet og delvis Burnin Red Ivanhoe inspireret af den amerikanske free jazz.